# Goro's Bar Presents マイ・フェア・レディ
『Goro's Bar Presents マイ・フェア・レディ』（ゴローズバープレゼンツ - 、英称：GORO'S BAR Presents My Fair Lady）は、TBS系列で2009年4月8日から2010年3月17日まで放送されたバラエティ番組で、SMAP・稲垣吾郎の冠番組である。放送時間は毎週水曜日の23:30 - 23:55（吉崎金門海峡枠）。ハイビジョン制作。
愛称は『マイ・フェア・レディ』『マイフェア』『マイレディ』『MFL』『ゴローズバー』『ゴロバー』などが用いられている。

## 概要
TBSテレビで2004年10月から2009年3月まで放送されていた、稲垣吾郎司会の深夜番組『Goro's Bar』の企画・内容の大幅リニューアル位置付け的な番組。開始当初は、TBS23時半スタート枠「吉崎金門海峡」の水曜日枠として放送していた。
開始から終了まで、同枠としては唯一のモノラル放送（モノステレオ放送）を実施した。
番組開始前の2009年3月25日の23:54 - 翌2:24（関東地区、地域によって放送日時が異なる）に『Goro Presents マイ・フェア・レディ スペシャル』が放送された。
2010年3月29日からの『NEWS23X』放送開始に伴い、2010年3月17日で終了 した。
2010年1月20日の放送から、番組進行中に表示されるタイトルロゴにTwitterアカウントを併記し、オンエア中にTwitter上のつぶやきで「ダメ出し」を募るという実験を開始。レギュラーのバラエティ番組としては、極めて異例の試み。さらに、オンエア時点で山ちゃんの都合がつくときは、オンエアを見ながら山ちゃんがリアルタイムで放映内容に対するツッコミやぼやきなどのツイートを書き込んでいくという企画も行われた。

### 内容
『Goro Presents マイ・フェア・レディ スペシャル』では、出演者が女性を応援する様々なロケVTR企画をプレゼンする形で進められた。VTR企画のいくつかは通常放送にも引き継がれたが、基本的に通常放送とはかなり雰囲気が異なっている。
通常放送では、不況のあおりで「Goro's Bar」の業態転換を決意したオーナー・ゴローが、女性を応援するための新会社「マイ・フェア・レディ」を設立し、新人社員のスカウトに奔走するという設定で始まった。当初、秘書である松本を除く女性社員たちは制服として赤いジャケットを着用していた。ただし、Goro's Barとは異なり、会社の設定にはこだわらず、20～30代の女性をターゲットとし、仕事・恋愛・生活など女性の“悩み”に稲垣が相談に応じたり、視聴者やタレントから寄せられたムカつく女性や男性についてトークするコーナーや、ゲストと稲垣がロケに出かけるVTRを中心に展開していた。
10月21日放送分の第28回からは「ヒーリングBar」に舞台を変え、女性社員は「ヒーリング・カウンセラー」となり、衣裳も変わった。これ以降、かつてのGoro's Bar同様、Barの設定に基づいた「シチュエーション・バラエティ・ショー」として、スタジオでのゲストトークと企画コーナーを中心に構成されている。番組公式サイトもオンエア上のタイトルと同様『GORO'S BAR Presents My Fair Lady』に改名した。そして、オープニングタイトルとテーマタイトルの部分に『キューティーハニー』の変身シーンのBGMを使用するようになった。

## 主なコーナー
2009年4月8日から10月14日まで
- デート企画
- ムカツク女性大投稿スペシャル
- 女芸人暴露トーク

2009年10月21日から
- ○○で女を磨け!マイフェアレディ[7]

## 出演

### 司会
- 稲垣吾郎（オーナーゴロー）

### アシスタント
- 松本志のぶ（第1回で秘書・進行役として採用→第28回からはヒーリングカウンセラー、コーナーの進行を担当）

### レギュラー
- 友近（Goro's Barママ→マイ・フェア・レディチーフマネージャー→ヒーリングカウンセラー）
- 大島美幸[8]（森三中、Goro's Barフロアレディ→マイ・フェア・レディ契約社員→ヒーリングカウンセラー）
- 近藤春菜（ハリセンボン、Goro's Barフロアレディ→マイ・フェア・レディ契約社員→ヒーリングカウンセラー）
- 箕輪はるか（ハリセンボン、同上）
- 木下優樹菜（スペシャルから出演していたが第1回で新入社員として正式採用→ヒーリングカウンセラー）
- しずちゃん（南海キャンディーズ、Goro's Barフロアレディ→ヒーリングカウンセラー）
- 山ちゃん（南海キャンディーズ、バーテンダー）

### 非常勤[9]
- くわばたりえ（クワバタオハラ、Goro's Barフロアレディ→マイ・フェア・レディアルバイト社員→非常勤ヒーリングカウンセラー）
- 小原正子（クワバタオハラ、同上）
- いとうあさこ（Goro's Barフロアレディ→マイ・フェア・レディアルバイト社員→非常勤ヒーリングカウンセラー）
- なだぎ武（ザ・プラン9、伝説のバーテンダー）
- 木村卓寛（天津、アルバイトバーテンダー）
- 向清太朗（天津、同上）
- 若林正恭（オードリー、アルバイトバーテンダー）
- 春日俊彰（オードリー、同上）

### 過去の出演者
- 椿鬼奴（Goro's Barフロアレディ→マイ・フェア・レディアルバイト社員）
- 黒沢かずこ（森三中、Goro's Barフロアレディ→マイ・フェア・レディアルバイト社員）
- 村上知子（森三中、同上）
- 光浦靖子（オアシズ、マイ・フェア・レディアルバイト社員）
- 大久保佳代子（オアシズ、同上）
- 隅田美保（アジアン、マイ・フェア・レディアルバイト社員）
- 馬場園梓（アジアン、同上）
- 川村エミコ（たんぽぽ、マイ・フェア・レディアルバイト社員）
- 白鳥久美子（たんぽぽ、同上）
- 青島あきな（代理社員[10]）

### 出演したゲスト
| 各回 | 放送日（TBS）  | ゲスト |
| --- | -------------- | --- |
| 00 | 2009年 3月25日 | 加藤シルビア（TBSアナウンサー）、西川史子1、青田典子1、相澤仁美1                                                                                  |
| 01 | 4月8日         | 桃華絵里 |
| 02 | 4月15日        | 野村沙知代 |
| 03 | 4月22日        | 室井佑月 |
| 04 | 4月29日        | 家田荘子 |
| 05 | 5月6日         | 浜田ブリトニー |
| 06 | 5月13日        | （なし） |
| 07 | 5月20日        | 綾瀬はるか2 |
| 08 | 5月27日        | 中村うさぎ |
| 09 | 6月3日         | YOU、松本伊代（キューティー★マミー） |
| 10 | 6月10日        | YOU |
| 113 | 6月17日        | （なし） |
| 12 | 6月24日        | （なし） |
| 13 | 7月1日         | 相澤仁美、さとう里香 |
| 14 | 7月8日         | 浜田ブリトニー、慶、川端かなこ、ゆまち、矢野安奈                                                                                                  |
| 15 | 7月15日        | 辻希美 |
| 16 | 7月22日        | オスカー美女軍団（青田典子、北川弘美、橋本愛実、原幹恵）                                                                                          |
| 17 | 7月29日        | 香里奈4、ななめ45°、ゆってぃ、ミラクルひかる、フォーリンラブ、慶、 ゴー☆ジャス、ビューティーこくぶ、麦芽、ハリウッドザコシショウ、 ヤンキーフォー |
| 18 | 8月5日         | （第16回と同様） |
| 19 | 8月12日        | （なし） |
| 20 | 8月26日        | （なし） |
| 21 | 9月2日         | （なし） |
| 22 | 9月9日         | ホリプロ美女軍団（大林素子、磯山さやか、田代さやか）                                                                                              |
| 23 | 9月16日        | ミラクルひかる、エハラマサヒロ、リー5世、桜 稲垣早希、大倉只男（華にしき）、 中村真敏（焼肉名門）                                                 |
| 24 | 9月23日        | 青島あきな、道重さゆみ（モーニング娘。）、手島優                                                                                                  |
| 25 | 9月30日        | 加藤シルビア（TBSアナウンサー）、叶姉妹 |
| 26 | 10月7日        | （第24回と同様） |
| 27 | 10月14日       | 中村うさぎ、青島あきな、辻希美 |
| 285 | 10月21日       | 桃華絵里 |
| 29 | 10月28日       | 北川弘美 |
| 30 | 11月4日        | 亜門虹彦、久瑠あさ美、天童春樹 |
| 31 | 11月11日       | 亜門虹彦、久瑠あさ美、天童春樹 |
| 32 | 11月18日       | 西山茉希 |
| 33 | 11月25日       | 片岡明日香、ふくまつみ、島岡花、山口みよ子、道明寺まり                                                                                            |
| 34 | 12月2日        | 片岡明日香、ふくまつみ、島岡花、山口みよ子、道明寺まり                                                                                            |
| 35 | 12月9日        | 香取慎吾（SMAP）、三谷幸喜 |
| 366 | 12月16日       | SMAP（中居正広、木村拓哉、草彅剛、香取慎吾） |
| 37 | 2010年 1月6日  | （なし） |
| 38 | 1月13日        | 水川あさみ、シャカ7 |
| 39 | 1月20日        | 堀北真希 |
| 40 | 1月27日        | 神戸蘭子、栫井利依 |
| 41 | 2月3日         | 神戸蘭子、栫井利依 |
| 42 | 2月10日        | （なし） |
| 43 | 2月17日        | シャカ、上田実絵子、ぺる7 |
| 44 | 2月24日        | 安めぐみ、栫井利依 |
| 45 | 3月3日         | IMALU |
| 468 | 3月10日        | AKB48（前田敦子、高橋みなみ、篠田麻里子、小嶋陽菜、柏木由紀、 秋元才加）                                                                          |
| 479 | 3月17日        | AKB48（前田敦子、高橋みなみ、篠田麻里子、小嶋陽菜、柏木由紀、 秋元才加）                                                                          |
| 補足 - 1 友近プレゼン企画『マネージャー給付金クイズ』に出演。 - 2 『MR.BRAIN』の宣伝で出演。 - 3 この回より箕輪が出演再開。 - 4 『こちら葛飾区亀有公園前派出所』の宣伝で出演。 - 5 この回より大幅リニューアル。『Goro's Bar』時代のスタッフも大幅に加入した。 - 6 24時10分までの40分スペシャルとして放送。 - 7 『Goro's Bar』元レギュラー。 - 8 実質上の最終回前編。 - 9 実質上の最終回後編。 - 第40・41回の放送ではバーテンダー山里が欠席、代役としてオードリーが担当した。尚、山里は番組放送中にTwitterでボヤキを書き込んだ。 |                | |

## スタッフ
- ナレーター：増山江威子、藤田淑子、永島由子、服部潤[11]
- タイトルコール：三上枝織[12]
- 構成：都築浩、鈴木おさむ／藤谷弥生、美濃部達宏、若尾守重、武田郁之輔、柳しゅうへい、西村耕平、池上奈々
- TM：丹野至之
- TD：南賢治
- カメラ：柳田智明
- VE：樋口優介
- 音声：田村真紀
- 照明：鈴木英敬
- VTR編集：寺内太郎
- MA：新田領
- 音響効果：ZACK
- 美術プロデューサー：西條貴子
- 美術デザイナー：中川日向子
- 美術制作：大木章子
- 装置：相良比佐夫
- 装飾：後藤千鶴
- 電飾：井上雄平
- 衣裳：渥美智恵
- 持道具：貞中照美
- メイク：アートメイク・トキ
- CG：グレートインターナショナル
- 編成：高橋正尚
- TK：常藤道子
- AP：久松理絵、藤村卓也
- ディレクター：田口健介、梶浦裕人、安元秀幸、松浦健太郎、伊藤大輔、鈴木あゆみ
- 総合演出・プロデューサー：古谷英一
- プロデューサー：や田貝義行、帯純也
- チーフプロデューサー：小谷和彦
- 技術協力：東通、ティエルシー、TAMCO
- 企画協力：ジャニーズ事務所
- 制作協力：ボトム
- 製作著作：TBS

### 過去のスタッフ
- 編成：山田康裕
- TM：河野志朗
- VTR編集：田村啓一郎
- 音響効果：太田光則、福永真弓
- 装飾：平林千栄子

## その他
- 青森テレビでは本番組の第1回放送直後に、『Goro's Bar』の最終回が放送された。
- 『Goro's Bar』時代のレギュラーであるしずちゃんは第32回以降、事実上の正式レギュラーとして復帰した。
- 最終回ゲストのAKB48はメンバーのうち秋元・柏木・篠田は『G.I.ゴロー』の準レギュラーに起用された。